# Corneliu Chișu

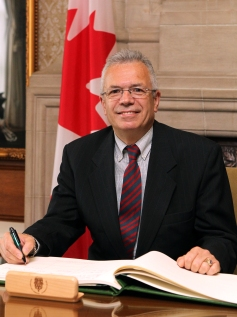
Corneliu Chisu

Corneliu Emil Eugen Chișu (* 13. Februar 1949 in Satu Mare, Rumänien) ist ein kanadischer Politiker, Militäroffizier und Diplomat. Von 2011 bis 2015 war er Abgeordneter des Unterhauses für den Wahlkreis Pickering–Scarborough Ost. Er war außerdem ein Honorarkonsul der Republik Moldau in Kanada und Major der Canadian Army.

## Leben und Karriere
Chisu wurde am 13. Februar 1949 in Satu Mare, Rumänien geboren. Sein Vater war während des Zweiten Weltkriegs ein antifaschistischer Widerstandskämpfer in Rumänien. Er spricht Englisch, Italienisch, Rumänisch und Ungarisch. 1971 schloss er sein Studium der Ingenieurwissenschaften und Physik an der Polytechnische Universität Bukarest ab. Anschließend arbeitete er als Forscher mit Spezialgebiet Sonnenenergie. 1972 absolvierte er seine Wehrpflicht in der Armata Română als Radaroperator. 1976 begann er im Außenhandel zu arbeiten. Er arbeitete in Bukarest und förderte den Handel zwischen Rumänien und Italien. Während dieser Zeit lernte er seine Frau kennen, die aus Italien stammte. 1981 wanderten sie nach Italien und später nach Toronto, Kanada aus. In Toronto arbeitete er weiterhin im Außenhandel, diesmal im Handel zwischen Kanada und Italien. 1988 erwarb er einen Masterabschluss in Ingenieurwissenschaften an der University of Toronto.
1990 trat Chisu der Canadian Army bei. Nach seiner Einberufung wurde er Pionier Offizier. Im 2002 schloss er sein Studium am Royal Military College of Canada ab. Nach seinem Abschluss war er für die Ausbildung von Pionieren verantwortlich. Im 2004 wurde er im Rahmen der SFOR-Mission der NATO-Friedenstruppe nach Banja Luka in Bosnien entsandt. Während seiner Zeit in Bosnien wurde ihm die NATO-Medaille und die Canadian Peacekeeping Service Medal verliehen. Im 2007 wurde er während des Krieges in Afghanistan nach Kandahar, Afghanistan, entsandt. Im 2009 schied er im Rang eines Majors aus der Armee aus.
Obwohl er nie Staatsbürger der Republik Moldau war, diente er mehrere Jahre als einer der Honorarkonsul des Landes in Kanada. Ende 2012 wurde Chisu für seine Verdienste um das Land die Zivilverdienstmedaille von Nicolae Timofti, Präsident der Republik Moldau, verliehen.
Bei der Kanadische Unterhauswahl 2011 war er Kandidat die Konservative Partei Kanadas im Wahlkreis Pickering–Scarborough Ost. Bei der Wahl erhielt er 19.220 Stimmen (40,11 %) und besiegte den Liberalen Amtsinhaber Dan McTeague. 2014 wurde Chisu für die Verbesserung der diplomatischen Beziehungen zwischen Kanada und Ungarn mit dem Ungarischen Verdienstorden ausgezeichnet. Im 2015 setzte er sich für den Bau eines Flughafens in Pickering ein. Der Flughafen sollte die beiden geschäftigen Flughäfen Torontos (Toronto-Pearson und Toronto-City) unterstützen. Bei der Kanadische Unterhauswahl 2015 unterlag er der Liberalen Kandidatin Jennifer O'Connell, der stellvertretenden Bürgermeisterin von Pickering.
2019 verließ er die Konservative Partei Kanadas und schloss sich der rechtspopulistischen Volkspartei Kanadas an. Bei den Kanadischen Unterhauswahlen 2019 und 2021 war er Kandidat der Volkspartei in seinem ehemaligen umbenannten Wahlkreis Pickering–Uxbridge. Er unterlag bei beiden Wahlen und erhielt jedes Mal weniger als 5 % der Stimmen.

## Auszeichnungen
- Ungarischer Verdienstorden (2014)[17]
- Queen Elizabeth II Diamond Jubilee Medal (2012)[18]
- Meritual Civic (Zivilverdienstmedaille (Moldau)) (2012)[19][20]
- NATO-Medaille[21]